# タフィー・ゴーズウィッシュ
ジェームズ・ベンジャミン・ゴーズウィッシュ（James Benjamin Gosewisch, 1983年8月17日 - ）は、アメリカ合衆国イリノイ州スティーブンソン郡フリーポート出身の元プロ野球選手（捕手）。右投右打。

## 経歴

### プロ入りとフィリーズ傘下時代
2005年のMLBドラフト11巡目（全体337位）でフィラデルフィア・フィリーズから指名され、6月30日に契約。A-級バタビア・マックドッグスでプロデビューし、10試合に出場した。
2006年はA+級クリアウォーター・スレッシャーズでプレーし、95試合に出場して打率.252・5本塁打・39打点・1盗塁の成績を残した。
2007年はA級レイクウッド・ブルークロウズでプレーし、92試合に出場して打率.224・5本塁打・45打点の成績を残した。
2008年はA+級クリアウォーターでプレーし、102試合に出場して打率.214・3本塁打・34打点・2盗塁の成績を残した。
2009年はAA級レディング・フィリーズで開幕を迎え、60試合に出場。8月にAAA級リーハイバレー・アイアンピッグスへ昇格した。AAA級リーハイバレーでは16試合に出場した。
2010年はAA級レディングでプレーし、97試合に出場して打率.241・9本塁打・32打点の成績を残した。
2011年もAA級レディングでプレーし、109試合に出場して13本塁打66打点4盗塁、打率.247の成績を残した。オフの10月に開催されたグアダラハラパンアメリカン競技大会の野球アメリカ合衆国代表に選出された。
2012年はAAA級リーハイバレーでプレーし、65試合に出場して打率.192・4本塁打・20打点の成績を残した。

### ブルージェイズ傘下時代
2012年7月31日に金銭トレードで、トロント・ブルージェイズへ移籍。AAA級ラスベガス・フィフティワンズでプレーし、24試合に出場して打率.277・1本塁打・8打点の成績を残した。オフの11月3日にFAとなった。

### ダイヤモンドバックス時代
2012年11月4日にアリゾナ・ダイヤモンドバックスとマイナー契約を結んだ。
2013年はAAA級リノ・エーシズで開幕を迎え、72試合に出場して打率.284・7本塁打・33打点。1盗塁の成績を残した。8月1日にメジャー初昇格を果たし、同日のテキサス・レンジャーズ戦でメジャーデビュー。9番・捕手でスタメン起用され、3打数1安打1三振だった。8月26日にAAA級リノへ降格。登録枠が拡大した9月3日に再昇格した。この年メジャーでは14試合に出場して8安打を放ち、打率.178・3打点の成績を残した。
2014年3月3日にダイヤモンドバックスと1年契約に合意した。この年は第2捕手として41試合に出場して打率.225・1本塁打・13打点・2盗塁の成績を残した。
2015年は前年まで正捕手だったミゲル・モンテロが移籍したため、開幕から先発起用されていたが、5月29日に左膝の故障で15日間の故障者リスト入りし、7月4日に60日間の故障者リストへ異動。そのままシーズンを終えた。この年は38試合に出場して打率.211・1本塁打・13打点・2盗塁の成績を残した。
2016年は、開幕はマイナー・オプションでAAA級リノに配属されたが、7月1日にメジャー昇格した。33試合の出場で打率.156・3本塁打・7打点の成績を残した。

### マリナーズ時代
2016年11月18日にウェイバー公示を経てアトランタ・ブレーブスへ移籍した。
2017年1月26日、再びウェイバー公示を経てシアトル・マリナーズへ移籍した。開幕は傘下のAAA級タコマ・レイニアーズで迎え、5月5日に正捕手のマイク・ズニーノと入れ替わりで昇格した。8月6日にヨンダー・アロンソらの加入に伴ってDFAとなり、10日に40人枠を外れる形でAAA級タコマへ配属された。この年メジャーでは11試合に出場して打率.071だった。
2018年1月16日にマリナーズとマイナー契約で再契約を結び、スプリングトレーニングに招待選手として参加することになった。4月5日に自由契約となった。

### ナショナルズ傘下時代
2018年4月13日にワシントン・ナショナルズとマイナー契約を結んだ。オフの11月2日にFAとなった。

### ブルワーズ傘下時代
2018年10月10日にミルウォーキー・ブルワーズとマイナー契約を結び、翌年のスプリングトレーニングに招待選手として参加することになった。
2019年は傘下AAA級サンアントニオ・ミッションズで49試合に出場したが、打率.205、3本塁打、9打点に終わり、オフの11月4日にFAとなった。
2020年1月9日にブルワーズとマイナー契約で再契約したが、マイナーリーグが新型コロナウイルスの感染拡大により開催されなかったため、公式戦に出場することなく11月2日にFAとなった。この年限りで現役を引退した。

## 詳細情報

### 年度別打撃成績
| 年 度    | 球 団    | 試 合 | 打 席 | 打 数 | 得 点 | 安 打 | 二 塁 打 | 三 塁 打 | 本 塁 打 | 塁 打 | 打 点 | 盗 塁 | 盗 塁 死 | 犠 打 | 犠 飛 | 四 球 | 敬 遠 | 死 球 | 三 振 | 併 殺 打 | 打 率 | 出 塁 率 | 長 打 率 | O P S |
| -------- | -------- | ----- | ----- | ----- | ----- | ----- | -------- | -------- | -------- | ----- | ----- | ----- | -------- | ----- | ----- | ----- | ----- | ----- | ----- | -------- | ----- | -------- | -------- | ----- |
| 2013     | ARI      | 14    | 47    | 45    | 1     | 8     | 2        | 0        | 0        | 10    | 3     | 0     | 0        | 1     | 1     | 0     | 0     | 0     | 8     | 3        | .178  | .174     | .222     | .396  |
| 2014     | ARI      | 41    | 132   | 129   | 6     | 29    | 8        | 0        | 1        | 40    | 7     | 0     | 0        | 0     | 0     | 3     | 0     | 0     | 24    | 6        | .225  | .242     | .310     | .553  |
| 2015     | ARI      | 38    | 138   | 128   | 9     | 27    | 6        | 0        | 1        | 36    | 13    | 2     | 1        | 0     | 1     | 8     | 0     | 1     | 23    | 2        | .211  | .261     | .281     | .542  |
| 2016     | ARI      | 33    | 99    | 90    | 8     | 14    | 1        | 1        | 3        | 26    | 7     | 0     | 0        | 1     | 0     | 7     | 0     | 1     | 22    | 1        | .156  | .224     | .289     | .513  |
| 2017     | SEA      | 11    | 31    | 28    | 1     | 2     | 0        | 0        | 0        | 2     | 0     | 0     | 0        | 2     | 0     | 1     | 0     | 0     | 14    | 2        | .071  | .103     | .071     | .175  |
| MLB：5年 | MLB：5年 | 137   | 447   | 420   | 25    | 80    | 17       | 1        | 5        | 114   | 30    | 2     | 1        | 4     | 2     | 19    | 0     | 2     | 91    | 14       | .190  | .228     | .271     | .499  |

### 背番号
- 54（2013年）
- 9（2014年 - 2015年）
- 8（2016年）
- 7（2017年）

### 代表歴
- 2011年パンアメリカン競技大会野球アメリカ合衆国代表